# Fairy Tail: Blue Mistral
Fairy Tail: Blue Mistral (FAIRY TAIL ブルー・ミストラル  FAIRY TAIL Burū Misutoraru?) es un manga escrito e ilustrado por Rui Watanabe, basado en la serie de Fairy Tail de Hiro Mashima. En España la serie es publicada por Norma Editorial.

## Argumento
Wendy, el miembro más joven de Fairy Tail, enfrenta su primer trabajo en solitario para el gremio. Para cumplir su objetivo deberá viajar al pueblo de Nanalu, donde la gente está desapareciendo. Los habitantes del pueblo afirman que todo se debe al espíritu de un dragón muerto y Wendy, junto con una joven maga local llamado Yoshino, deberá descubrir si la historia es cierta o hay alguien más detrás de las misteriosas desapariciones.

## Personajes
Wendy Marvell (ウェンディ・マーベル Wendi Māberu?)
Es una de las magas de Fairy Tail más jóvenes. Es una Dragon Slayer, aprendiz de la dragona Grandine, la "Dragona del Cielo", y usa la magia Matadragones del Cielo, con la cual puede curar las heridas y el dolor causados en una persona.
Charle (シャルル Sharuru?)
Es el Exceed de Wendy. La acompaña desde siempre, cuando nació de un huevo.
Yoshino (ヨシノ?)
Una joven maga del de Nanalu que quiere ayudar a Wendy con su magia para salvar al pueblo.